# Bazugues
Bazugues är en kommun i departementet Gers i regionen Occitanien i sydvästra Frankrike. Kommunen ligger i kantonen Mirande som tillhör arrondissementet Mirande. År 2022 hade Bazugues 62 invånare.

## Befolkningsutveckling
Antalet invånare i kommunen Bazugues
Referens:INSEE